# Brestov (Prešov)
Brestov (in ungherese Boroszló) è un comune della Slovacchia facente parte del distretto di Prešov, nella regione omonima.